# 小野木常
小野木常（おのぎ つね／じょう、1909年2月21日 - 1991年2月19日）は、日本の法学者。専門は破産法。学位は法学博士（京都大学・論文博士・1947年）。大阪大学名誉教授。山田正三門下。弟子に中野貞一郎など。

## 略歴
大阪市出身。1932年京都帝国大学法学部卒、1947年 法学博士の学位を取得。広島地方裁判所検事局検事、京都大学法学部助教授、京都大学法学部教授、大阪大学法学部教授兼任（のち大阪大学専任）、1971年大学紛争により退職、名誉教授。

## 著書
- 『強制執行法概論』弘文堂 1938
- 『破産理論の研究』弘文堂 1938
- 『破産法・和議法・非訟事件手続法』三笠書房 法律学全書 1939
- 『破産法概論』弘文堂 1940
- 『和議制度の研究』有斐閣 1941
- 『調停法概説』有斐閣 1942
- 『独逸民事訴訟法 第3 強制執行乃至仲裁手続』有斐閣 1942
- 『破産法・和議法非訟事件手続法』三笠書房 新法律学全書 1942
- 『強制執行法及破産法講義』臼井書房 1948
- 『民事訴訟法及調停法講義』臼井書房 1949
- 『民事訴訟法』有信堂高文社 1949
- 『破産法』有信堂 1950
- 『民事訴訟法講義』有斐閣 1951
- 『強制執行法・破産法講義』有斐閣 1951
- 『訴訟法の諸問題』有信堂 1952
- 『強制執行法概論』酒井書店 1957
- 『破産法概論』酒井書店 1957
- 『訴権論序説』有斐閣 1959
- 『法と裁判』丸善出版サービスセンター（製作1979）

### 共著
- 『民事訴訟法講義 増補版』中野貞一郎共著 有斐閣 1956
- 『強制執行法・破産法講義 増補版』中野貞一郎共著 有斐閣 1957

### 翻訳
- 『独逸民事訴訟法 第2 上訟乃至督促手続』（斎藤常三郎共著）現代外国法典叢書 有斐閣 1937-1942

第3 強制執行乃至仲裁手続 現代外国法典叢書』有斐閣 1937-1942
- エリッヒ・ブライ『訴権と法的利益』山口書店 1943
- マックス・ウェーバー『法社会学』編訳 日本評論新社 原典法学叢書 1958－59
- アルトゥール・エンゲルマン『民事訴訟法概史』中野貞一郎共編訳 信山社 2007

記念論集
- 『抵当権の実行 小野木常・斎藤秀夫先生還暦記念』小室直人,中野貞一郎編 有斐閣 1970